# Dantewada
Dantewada là một thị xã và là một nagar panchayat của quận Dantewada thuộc bang Chhattisgarh, Ấn Độ.

## Nhân khẩu
Theo điều tra dân số năm 2001 của Ấn Độ, Dantewada có dân số 6632 người. Phái nam chiếm 53% tổng số dân và phái nữ chiếm 47%. Dantewada có tỷ lệ 70% biết đọc biết viết, cao hơn tỷ lệ trung bình toàn quốc là 59,5%: tỷ lệ cho phái nam là 78%, và tỷ lệ cho phái nữ là 61%. Tại Dantewada, 14% dân số nhỏ hơn 6 tuổi.